# Cantique des cantiques (pièce de théâtre)
Pour les articles homonymes, voir Cantique des cantiques (homonymie).
Cantique des cantiques est une pièce de théâtre en un acte de Jean Giraudoux créée le 13 octobre 1938, à la Comédie-Française dans une mise en scène de Louis Jouvet.

## Historique
Le manuscrit original, conservé à la Bibliothèque nationale comme la plupart des textes de Giraudoux, fait apparaître que le titre initial devait être Proverbe des proverbes, puis Le Chant. Finalement Giraudoux opte pour Cantique des cantiques, en référence à un livre de la Bible, le Cantique des cantiques. Ce manuscrit montre que dans sa première version, la pièce comportait sept scènes au lieu de huit.
Elle est la seule pièce de Giraudoux qui fut créée à la Comédie-Française. Elle a été mise en scène par Louis Jouvet et jouée 68 fois de 1938 à 1940. Le spectacle a été repris pour les saisons 1947-1948 et 1948-1949 avec de légers changements de distribution.

## Argument
Le Président vient s'installer à la table d'un café parisien pour attendre sa jeune maîtresse, Florence. Celle-ci arrive et lui annonce son intention d'épouser Jérôme, un jeune homme qu'elle vient de rencontrer. Elle est là pour lui rendre les bijoux offerts et présenter Jérôme au Président. Ce dernier entame une longue discussion pour convaincre Florence de garder ses bijoux, évocations singulières de chacune de leurs rencontres, ce qu'elle s'empresse d'accepter. Florence repart au bras de Jérôme et le Président sur un appel du président du Conseil s'en va sauver la République.

## Distribution de la création
- Jean Debucourt : le Président
- Madeleine Renaud : Florence
- Pierre Dux : Jérôme
- Fernand Ledoux : Victor
- Béatrice Bretty : la Caissière
- Lise Delamare : la Dame spectre des bijoux
- Gisèle Casadesus : une gitane
- Nadine Marziano : une gitane
- Georges Lafon : le Gérant
- Jean Valcourt : le Chauffeur
- Le petit Montigny : le Chasseur
- Mise en scène : Louis Jouvet
- Décors : Émile Vuillard
- Costumes : Jeanne Lanvin